# 피시베이스
피시베이스(영어: Fishbase)는 물고기 생물종의 데이터베이스를 제공하는 웹사이트이다.

## 같이 보기
- 온라인 백과사전 목록